# Luis Otero
Luis Otero Sánchez-Encinas (Pontevedra, 22 de outubro de 1893 - 20 de janeiro de 1955) foi um futebolista profissional espanhol, medalhista olímpico.
Luis Otero representou seu país nos Jogos Olímpicos de Verão de 1920, na Antuérpia, ganhando a medalha de prata.